# Aphragmeae
Aphragmeae es una tribu de plantas pertenecientes a la familia Brassicaceae. El género tipo es Aphragmus Andrz. ex DC.

## Géneros
- Aphragmus Andrz. ex DC.
- Lignariella Baehni = Aphragmus Andrz. ex DC.
- Oreas Cham. & Schltdl. = Aphragmus Andrz. ex DC.
- Staintoniella H. Hara =~ Aphragmus Andrz. ex DC.